# Gräslilja
Gräslilja (Sisyrinchium montanum) är en växt inom familjen irisväxter. 